# Mitsubishi Lancer
La Mitsubishi Lancer è un'autovettura prodotta dall'casa automobilistica giapponese Mitsubishi Motors Corporation in versioni berlina e coupé dal 1973 al 2017 per tutti i mercati mondiali, ad eccezione di quello cinese, dove la produzione è stata interrotta con la decima generazione nel 2024.
È stata venduta anche con altri marchi e denominazioni: Colt Lancer, Dodge/Plymouth Colt, Chrysler Valiant Lancer, Chrysler Lancer, Eagle Summit, Hindustan Lancer, Soueast Lioncel, Mitsubishi Carisma, Plymouth Arrow e Mitsubishi Mirage in vari Paesi e diversi tempi. È stata venduta come Galant Fortis nel mercato giapponese dal 2007.
Dalla sua introduzione nel febbraio 1973 fino al 2005 ne sono state vendute oltre sei milioni di esemplari.
L'ultimo esemplare è uscito dalle linee dello stabilimento taiwanese a fine giugno 2024.
Il nome deriva dall'inglese lancer, ovvero lanciere.

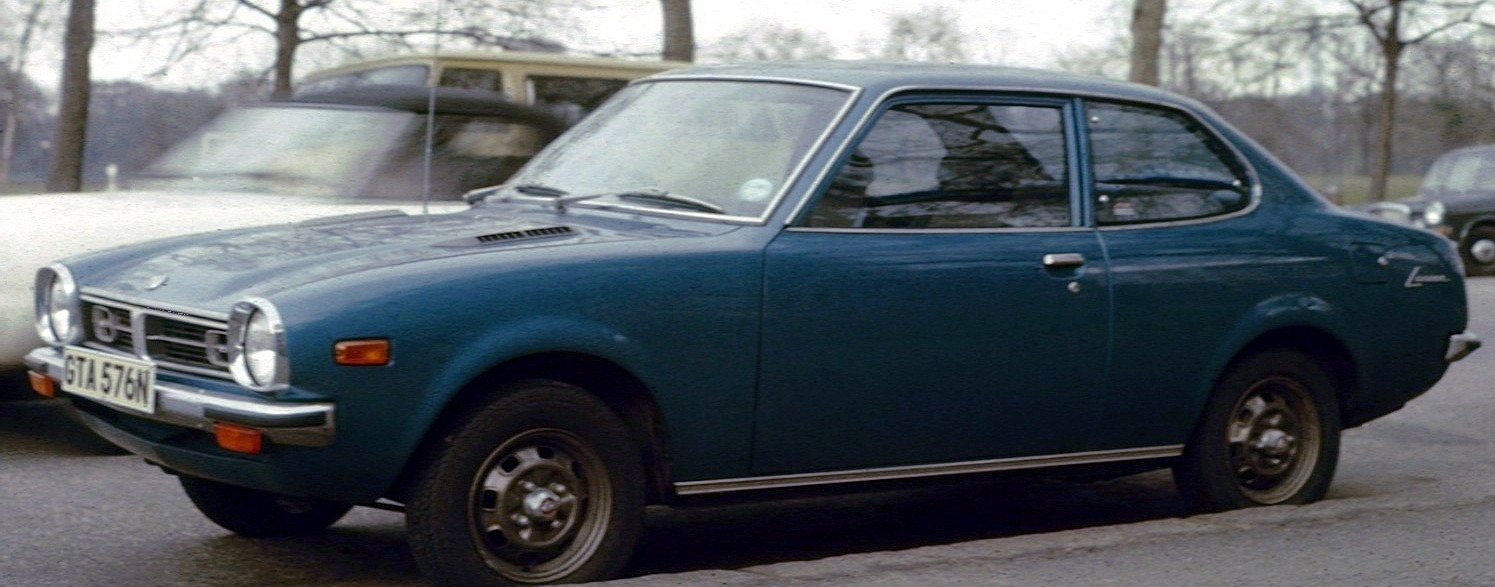
Lancer prima serie coupé

## Il contesto
Viene di norma divisa in dieci serie:
- La prima serie è stata prodotta dal 1973 al 1979.
- La seconda serie è stata prodotta dal 1978 al 1983.
- La terza e quarta serie sono stata prodotta dal 1982 al 1987.
- La quinta serie è stata prodotta dal 1988 al 1992.
- La sesta serie è stata prodotta dal 1991 al 1995.
- La settima serie è stata prodotta dal 1995 al 2000.
- L'ottava serie è stata prodotta dal 2000 al 2006.
- La nona serie è stata prodotta dal 2007 al 2017.
- La decima serie è stata prodotta dal 2017 al 2024.

## Le serie

### Prima serie
La prima Lancer (A70) fu lanciata nel febbraio 1973. Servì a colmare il divario tra l'auto Minica e la più grande Galant. Il modello sportivo 1600 GSR ha dato inizio alla lunga storia di successo della Lancer nei rally, vincendo due volte il Safari Rally e quattro volte il Southern Cross Rally.
C'erano quattro stili di carrozzeria, berline a due e quattro porte, una coupé con tettuccio rigido a due porte e una longeva station wagon a cinque porte (costruita fino alla sostituzione con la Lancer/Mirage Van a trazione anteriore nel marzo 1984). I motori erano diversi quattro da 1,2 litri, 1,4 litri e 1,6 litri.

### Seconda serie
Nel 1979 la Lancer EX fu presentata in Giappone. Il suo stile nuovo, pulito e aerodinamico con paraurti in plastica integrati rifletteva quello della Galant e della Sapporo recentemente introdotte. Questa generazione è disponibile solo come berlina a 4 porte, la berlina a 2 porte è stata eliminata mentre la generazione precedente Celeste coupé e station wagon/furgone sono state continuate per qualche altro anno. Notevolmente più spazioso, cresceva in tutte le dimensioni. Inizialmente furono offerti solo due motori, un motore dotato di MCA-Jet da 1,4 litri abbinato alla tecnologia Silent Shaft di Mitsubishi, che generava 80 CV; 59 kW e un motore da 1,6 litri che generava 85 CV; 63 kW.

### Dalla terza alla settima
Tra il 1982 e il 2003, la Lancer in Giappone derivava dalla Mirage, essa stessa venduta in molti mercati di esportazione con il nome Colt.

### Ottava serie
Nel maggio 2000 vide l'uscita in Giappone della Lancer Cedia (che significa CEntury DIAmond), sebbene nella maggior parte dei mercati la precedente Lancer vintage con sede a Mirage del 1995 resistette ancora per un po', la produzione continuò nello stabilimento Mitsubishi di Mizushima in Giappone.

### Nona serie

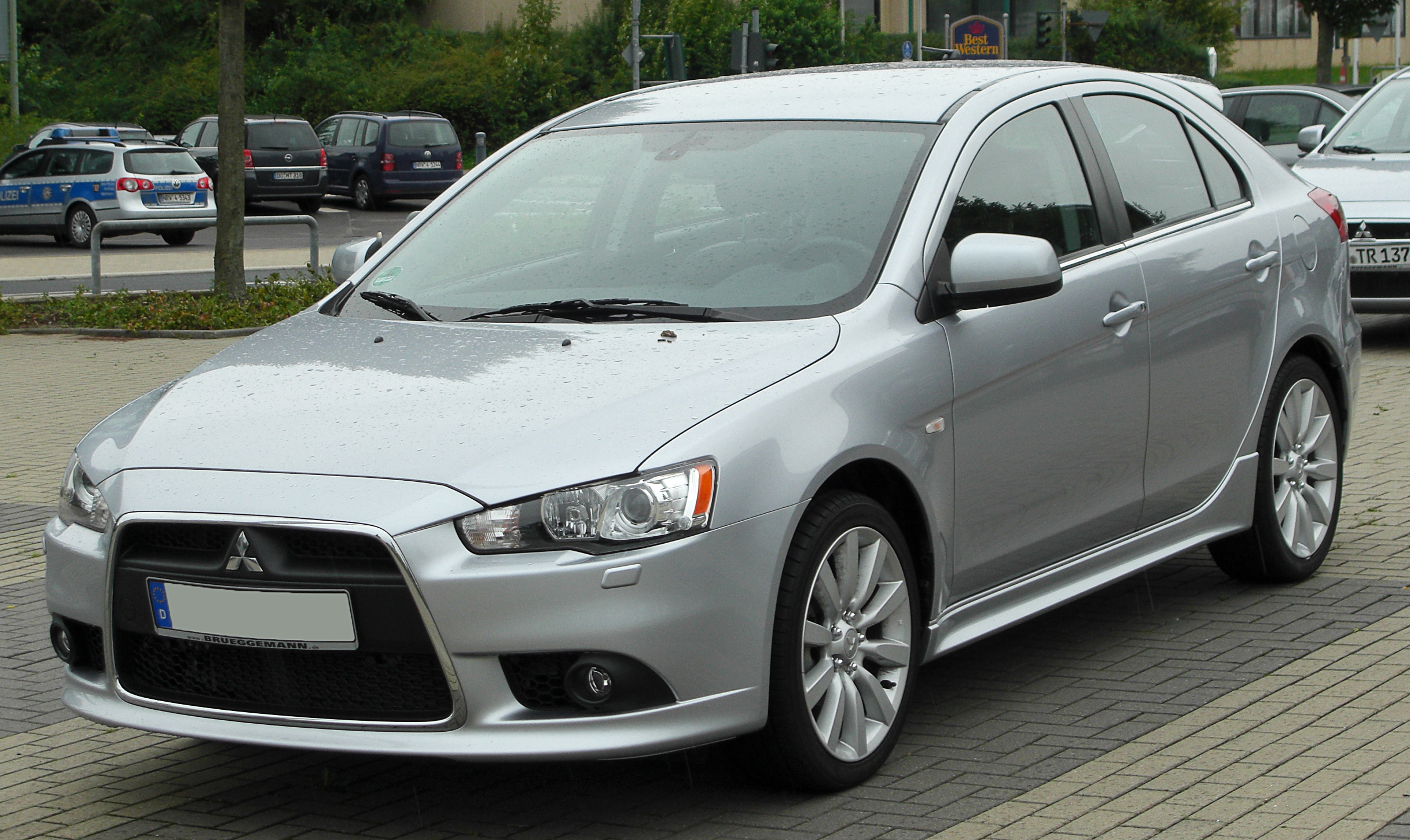
Lancer nona serie versione due volumi

Nel 2005 la Mitsubishi rivela la concept-car Concept-X al Salone dell'automobile di Tokyo e il suo Concept-Sportback a Francoforte.
La nuova Lancer che si ispira a questi due modelli è stata presentata ufficialmente nel gennaio 2007 al Salone dell'automobile di Detroit.
La vettura è basata sulla piattaforma Mitsubishi GS. In Nord America è stata in vendita dal marzo 2007 e adotta il nome Galant Fortis sul mercato giapponese.

### Motorizzazioni
| Modello  | Disponibilità    | Motore  | Cilindrata (cm³) | Potenza         | Coppia Massima (Nm) | Emissioni CO2 (g/Km) | 0–100 km/h (secondi) | Velocità max (Km/h) | Consumo medio (Km/l) |
| 1.5 16V  | dal 2008 al 2017 | Benzina | 1499             | 80 kW (109 Cv)  | 143                 | 153                  | 11.6                 | 191                 | 15.6                 |
| 1.8 16V  | dal 2008 al 2017 | Benzina | 1799             | 105 kW (143 Cv) | 178                 | 153                  | 12.0                 | 189                 | 15.6                 |
| 2.0 DI-D | dal 2008 al 2011 | Diesel  | 1968             | 103 KW (140 Cv) | 310                 | 160                  | 9.6                  | 207                 | 6                    |

### Decima serie
Nel gennaio 2017, Mitsubishi Motors ha accettato di continuare la produzione della Lancer in alcuni mercati asiatici come Taiwan e Cina dopo il 2017, a causa della continua domanda popolare per la Lancer nel mondo di lingua cinese. Il 1º aprile la Lancer è uscita di produzione, dopo che il suo nome è stato sul mercato per 51 anni.

## Attività sportiva
Della Lancer vennero costruite più versioni corsaiole che hanno partecipato al mondiale Rally e ad altre competizioni: la Lancer 2000 Turbo che gareggiò nel massimo campionato nella prima metà degli anni 80 e la più nota e vittoriosa Lancer Evolution la quale si aggiudicò quattro titoli piloti consecutivi con Tommi Mäkinen dal 1996 al 1999.

## Sicurezza automobilistica
La settima serie della Lancer è stata sottoposta nel 1998 al crash test dell'EuroNCAP con il risultato di 1.5 stelle; la nona serie vi è stata sottoposta nel 2009, ottenendo 5 stelle.